# Castell de Bocs
El Castell de Bocs, de 661,7 m d'altitud, és el pic dominant de la carena del camí Ral des del punt de vista del poble de Rellinars. Està situat a la Serra de l'Obac (Serralada Prelitoral) entre el torrent de la Saiola i el torrent de la font de la Cansalada, dintre del terme municipal de Rellinars i el Parc Natural de Sant Llorenç del Munt i l'Obac. S'hi accedeix pel camí dels Quatre Termes. Format per conglomerats presenta un relleu característic en el qual diferents blocs el conformen com una unitat aïllada de la carena del camí Ral. La forma que defineix el Castell de Bócs, però també el relleu de tot el massís en general, és el resultat d'un seguit de moviments geològics que s'iniciaren durant el Paleocè, ara fa seixanta milions d'anys.
Aquest cim està inclòs al llistat dels 100 cims de la FEEC